# Fish Hooky (film 1910)
Fish Hooky è un cortometraggio muto del 1910. Il nome del regista non viene riportato nei credit del film.

## Produzione
Il film fu prodotto dalla Vitagraph Company of America.
Marco mangia la pasta con le olive piccanti
Ciao